# Трњане (Неготин)
Трњане је насеље у Србији у општини Неготин у Борском округу. Према попису из 2022. у насељу је било 233 становника (према попису из 2011. било је 362 становника, према попису из 2002. било је 479 становника а према попису из 1991. било је 667 становника).

## Историја
Сматра се да је Трњане старијег постанка. На Лангеровој и карти „Темишварски Банат“ забележено је под именима Tergniana, Tirnana; али је у манастиру Букову 1836. године постојао запис: „кир кнез ктитор Симеун из Трњана”, а 1736. године село је забележено под именом Трнава а 1784. године Ternianu. У 1807. години помиње се „Стојан Тержански кнез“ а 1811. село Трнине. Године 1846. село је имало 135 кућа, 1866. 187, а 1924. године 225 кућа.
Његови оснивачи су преци садашњих родова, који су пре тога живели у неготинској равници, негде у околини Радујевца. Село је више пута мењало место. Засновано је на месту Јерачки Биљуви (Ливаде) у чијој близини је једно непознато гробље, које су назвали Јерачко Гробље. Касније је премештено у Селиште, које је на месту Малог Трњана код Црног Потока, па на друго селиште на путу за Сиколе. На садашње место дошло је због „великог пожара“, који је уништио цело село. Већина родова у Трњану су потомци оснивача села, који су и најстарији родови у Крајини и Кључу.
Село је збијеног типа. Име је добило по трњу кога је много било на овом месту. Иначе највећим процентом становници су стариници Срби, досељени из неготинске равнице, негде где је данас Радујевац. Подаци из 16. века указују на пољопривредно занимање становника, што значи да су у то време били у равници. Касније се становништво услед учесталих миграција преоријентисало на сточарство.

## Демографија
Према последњем попису из 2022. године у насељу је живело 233 становника што је за 129 мање у односу на 2011. када је на попису било 362 становника. У насељу живи 205 пунолетних становника, а просечна старост становништва износи 51,86 година (50,04 код мушкараца и 53,89 код жена).
Према подацима пописа из 2022. у насељу има 102 домаћинства, а просечан број чланова по домаћинству је 2,28 а према истом попису у насељу има 209 стамбених јединица од којих је 103 насељених.
Ово насеље је великим делом насељено Србима (према попису из 2002. године), а у последња три пописа, примећен је пад у броју становника.
|  |

| Демографија | Демографија | Демографија |
| Година      | Становника  | Становника  |
| ----------- | ----------- | ----------- |
| 1948.       | 1.004       |             |
| 1953.       | 1.008       |             |
| 1961.       | 969         |             |
| 1971.       | 940         |             |
| 1981.       | 813         |             |
| 1991.       | 667         | 622         |
| 2002.       | 479         | 537         |
| 2011.       | 362         |             |
| 2022.       | 233         |             |

| Етнички састав према попису из 2002.‍ | Етнички састав према попису из 2002.‍ | Етнички састав према попису из 2002.‍ | Етнички састав према попису из 2002.‍ | Етнички састав према попису из 2002.‍ |
| ------------------------------------ | ------------------------------------ | ------------------------------------ | ------------------------------------ | ------------------------------------ |
|                                      |                                      |                                      |                                      |                                      |
| Срби                                 | Срби                                 |                                      | 473                                  | 98,74%                               |
| Хрвати                               | Хрвати                               |                                      | 2                                    | 0,41%                                |
| Југословени                          | Југословени                          |                                      | 2                                    | 0,41%                                |
| Украјинци                            | Украјинци                            |                                      | 1                                    | 0,20%                                |
| непознато                            | непознато                            |                                      | 1                                    | 0,20%                                |

| Година пописа     | 1948. | 1953. | 1961. | 1971. | 1981. | 1991. | 2002. |
| ----------------- | ----- | ----- | ----- | ----- | ----- | ----- | ----- |
| Број домаћинстава | 232   | 226   | 222   | 218   | 209   | 192   | 165   |

| Број чланова      | 1  | 2  | 3  | 4  | 5  | 6 | 7 | 8 | 9 | 10 и више | Просек |
| ----------------- | -- | -- | -- | -- | -- | - | - | - | - | --------- | ------ |
| Број домаћинстава | 41 | 50 | 21 | 20 | 14 | 9 | 9 | 1 | 0 | 0         | 2,90   |

| Пол    | Укупно | Неожењен/Неудата | Ожењен/Удата | Удовац/Удовица | Разведен/Разведена | Непознато |
| ------ | ------ | ---------------- | ------------ | -------------- | ------------------ | --------- |
| Мушки  | 213    | 43               | 132          | 20             | 17                 | 1         |
| Женски | 221    | 14               | 137          | 55             | 14                 | 1         |
| УКУПНО | 434    | 57               | 269          | 75             | 31                 | 2         |

| Пол    | Укупно                    | Пољопривреда, лов и шумарство | Рибарство                            | Вађење руде и камена | Прерађивачка индустрија       |
| ------ | ------------------------- | ----------------------------- | ------------------------------------ | -------------------- | ----------------------------- |
| Мушки  | 108                       | 65                            | 0                                    | 0                    | 16                            |
| Женски | 83                        | 65                            | 0                                    | 0                    | 4                             |
| УКУПНО | 191                       | 130                           | 0                                    | 0                    | 20                            |
| Пол    | Производња и снабдевање   | Грађевинарство                | Трговина                             | Хотели и ресторани   | Саобраћај, складиштење и везе |
| Мушки  | 3                         | 2                             | 5                                    | 1                    | 5                             |
| Женски | 1                         | 1                             | 3                                    | 2                    | 0                             |
| УКУПНО | 4                         | 3                             | 8                                    | 3                    | 5                             |
| Пол    | Финансијско посредовање   | Некретнине                    | Државна управа и одбрана             | Образовање           | Здравствени и социјални рад   |
| Мушки  | 0                         | 2                             | 2                                    | 0                    | 1                             |
| Женски | 0                         | 0                             | 0                                    | 2                    | 0                             |
| УКУПНО | 0                         | 2                             | 2                                    | 2                    | 1                             |
| Пол    | Остале услужне активности | Приватна домаћинства          | Екстериторијалне организације и тела | Непознато            | Непознато                     |
| Мушки  | 2                         | 0                             | 0                                    | 4                    | 4                             |
| Женски | 4                         | 0                             | 0                                    | 1                    | 1                             |
| УКУПНО | 6                         | 0                             | 0                                    | 5                    | 5                             |